# アグリビジネス
アグリビジネス（英: agribusiness）とは、農業に関連する幅広い経済活動を総称する用語である。
1950年代後半に、ハーバード・ビジネス・スクールのR.ゴールドバーグが、アメリカ合衆国の食料生産システムについて、農業資材供給から生産・流通・加工に至るまでを垂直的に説明するためにこの用語を使ったのが最初である 。日本語では農業関連産業と訳されることもあるが、大学にアグリビジネス学科が設けられるなど、外来語として定着している。文字通りアグリカルチャー（農業）とビジネス（事業）を組み合わせた造語で、アグリビジネスに含まれる領域は農業機械・農薬・肥料などの農業資材、品種改良、株式会社の農業参入、農産物の流通・貿易・加工など多岐にわたる。アグリビジネスを分析するための主な研究方法としては、政治経済学アプローチ や、地理学アプローチ などがある。